# Iracionalizam
Iracionalizam je gnoseološki pravac (teorija spoznaje), filozofsko učenje, koje smatra da se stvarnost ne može spoznati razumom i da, samim tim, bitak svijeta nije racionalan. Riječ je latinskog porijekla. Dijeli se na voluntarizam i misticizam. Voluntarizam daje primat volji nad razumom, a misticizam tvrdi da se spoznajna moć nalazi u ekstazi.

## Relevantni članci
- Filozofija
- Gnoseologija
- Empirizam
- Senzualizam
- Racionalizam
- Intuicionalizam
- Kriticizam